# Anton Knoll
Anton Knoll (Viena, 21 de noviembre de 2004) es un deportista austríaco que compite en saltos de plataforma. Ganó dos medallas en el Campeonato Europeo de Natación, en los años 2024 y 2025.

## Palmarés internacional
| Campeonato Europeo | Campeonato Europeo | Campeonato Europeo | Campeonato Europeo     |
| Año                | Lugar              | Medalla            | Prueba                 |
| ------------------ | ------------------ | ------------------ | ---------------------- |
| 2024               | Belgrado (Serbia)  | Medalla de oro     | Plataforma 10 m sincro |
| 2025               | Antalya (Turquía)  | Medalla de bronce  | Plataforma 10 m        |